# Loveless (manga)
Loveless (ラブレス?, Raburesu) è un manga appartenente al genere shōnen'ai, scritto e disegnato da Yun Kōga e pubblicato a partire dal 2002. Sebbene la sua prima apparizione sia avvenuta sulla rivista mensile GFantasy, pubblicata dalla Square Enix, attualmente il manga è pubblicato sul magazine Monthly Comic Zero Sum, della casa editrice Ichijinsha. A oggi, il manga è composto da 13 volumi ed è tuttora pubblicato, mentre per quanto riguarda l'anime, esso consiste in un adattamento televisivo in dodici episodi, prodotto da J.C.Staff, e trasmesso dalle reti televisive TV Asahi e ABC dal 7 aprile al 30 giugno 2005.
Tanto il manga, quanto l'anime presentano alcune caratteristiche particolari che rendono i due lavori a modo loro atipici.
La presenza di personaggi appartenenti al genere kemono, che presentano, cioè, elementi tipici tratti dal mondo degli animali. In questo caso, si tratta delle orecchie e delle code tipiche dei gatti e le relazioni ambigue fra i personaggi, che sfociano spesso in tematiche delicate, quale l'omosessualità tanto maschile, quanto femminile (yaoi, yuri).

## Trama
Nel suo primo giorno presso la nuova scuola che è tenuto a frequentare, il dodicenne e protagonista della serie Aoyagi Ritsuka incontra il misterioso Agatsuma Soubi, un ragazzo ventenne che si dichiara amico del fratello di Ritsuka, Seimei, ucciso recentemente da una misteriosa organizzazione chiamata Settima Luna (ななつの月?, Nanatsu no Tsuki).
Soubi afferma chiaramente di essere stato in passato il compagno di Seimei e che entrambi rispondevano al "vero nome" di Beloved, in un sistema di combattimenti a coppie composto da un combattente e da un sacrifice. Con la morte di Seimei, tuttavia, Soubi non dovrebbe più essere in grado di combattere, ma spinto dal desiderio di conoscere la verità tanto sulla morte del suo precedente compagno, quanto sulle amnesie di Ritsuka decide ugualmente di continuare nella sua missione, chiedendo al dodicenne protagonista di poterlo affiancare in una nuova coppia che risponda al vero nome di Ritsuka stesso, cioè Loveless.
Ed è così che Ritsuka si ritrova coinvolto suo malgrado in una serie di scontri, sempre più pericolosi, in un plot narrativo che è in realtà metafora della crescita del protagonista. Non stupisce, pertanto, che l'anime non sia dotato di una vera e propria conclusione, ma rimangano in sospeso molti elementi riguardanti la morte di Seimei e la Settima Luna.

## Kemono
Nel mondo di Loveless, tutti nascono con la coda e le orecchie tipiche dei gatti, elementi che scompaiono solo con la crescita emotiva e sessuale dei personaggi. Tali elementi a tutti gli effetti rappresentano un metro di distinzione fra gli adulti e coloro che ancora a tutti gli effetti non lo sono. Per contro, essi non sono legati all'età fisica dei personaggi.

## Combattimenti e coppie
Anche lo stile di combattimento di questa serie è praticamente unico. Il combattimento avviene sempre fra due coppie composte da un sacrifice (cioè colui che riceve tutto il danno dell'attacco avversario) e da un combattente (cioè colui che attacca la coppia avversaria).
In ogni coppia, tanto il sacrifice quanto il combattente sono legati dallo stesso "vero nome", conferito loro prima della nascita. Questo lascia intendere la possibilità che tutti gli individui del mondo di Loveless abbiano una loro controparte destinata. A tutti gli effetti, Soubi è l'unico personaggio che dopo la morte di Seimei (suo compagno sotto il nome di Beloved) decide di legarsi a un'altra persona, Ritsuka, sotto il nome di Loveless. E per questa sua scelta, Soubi si trova maggiormente in difficoltà nel sistema di combattimento.
Per quanto riguarda quest'ultimo, esso è molto simile ai combattimenti a turni di diversi giochi di ruolo e avviene sempre attraverso il lancio di un incantesimo che può essere tanto d'attacco quanto di difesa, attivato attraverso la pronuncia di determinate parole e nomi.

## Personaggi
Aoyagi RitsukaRitsuka è il dodicenne protagonista della storia. Il suo "vero nome" è in realtà Loveless. Due anni prima degli eventi attuali, Ritsuka è vittima di un improvviso cambio di personalità, che lo porta a essere esattamente l'opposto rispetto al ragazzino che era. In precedenza, infatti, egli era uno studente piuttosto popolare, amato dai suoi stessi compagni di classe e perfettamente integrato nella società. Con il sopraggiungere del cambiamento di personalità, questa situazione pian piano cambia e Ritsuka diventa sempre più chiuso, al punto di ritrovarsi isolato se non addirittura odiato dai suoi precedenti amici. Oltre a ciò, incomincia a soffrire per la perdita della memoria, con sempre più frequenti amnesie le cui cause rimangono sconosciute.
Di Ritsuka bisogna anche ricordare i costanti conflitti interiori. In primo luogo, sebbene il suo cambio di personalità abbia contribuito a isolarlo dal resto dei suoi coetanei, Ritsuka rimane pur sempre un ragazzo tranquillo, pacifista, e si oppone con forza alla violenza in ogni sua forma. Il sopraggiungere di Soubi nella sua vita finisce con il mettere in crisi tutto ciò in cui finora ha sempre creduto e lo stesso Ritsuka si ritrova suo malgrado coinvolto in una serie di duelli che evidentemente non approva.
Questo non è l'unico conflitto interiore con cui deve misurarsi, né forse il più importante, costituito invece dal suo rapporto conflittuale di odio/amore nei confronti degli adulti che ruotano nella sua vita, a partire da Seimei e sua madre e per finire con lo stesso Soubi. Mentre nei confronti del fratello defunto continua a provare una forte stima, al punto da prenderlo come modello di vita, Ritsuka si ritrova preoccupato e al tempo stesso spaventato dalle reazioni psicotiche della madre, dopo la morte di Seimei.
Per quanto riguarda, invece, Soubi il conflitto che si instaura con tale figura non è semplicemente dovuto alla differenza di età, ma anche al tipo di sentimenti che Ritsuka incomincia a provare nei confronti del ragazzo più grande. In particolare, sebbene più volte e con insistenza – ma anche quasi con leggerezza – Soubi ripeta di amarlo, Ritsuka non può far a meno di criticare la facilità con la quale Soubi affronta un sentimento così importante come l'amore, sentimento che il giovane dodicenne ancora non comprende, men che meno riesce a vivere (come dimostrano le orecchie e la coda che ancora l'accompagnano).
Agatsuma SoubiSoubi è il ventenne co-protagonista di Loveless. Oltre a essere uno studente d'arte, Soubi è anche uno studente dell'Accademia delle Sette Voci, o Shichisei Gakuen, la scuola dei combattenti e sacrifici del mondo di Loveless. Il suo "vero nome" è Beloved, nome che condivideva con Seimei prima della sua morte. Soubi è anche colui che contatta Ritsuka dopo la morte del fratello maggiore e che introduce il dodicenne protagonista nel sistema dei duelli, divenendone a tutti gli effetti il combattente, sebbene il "vero nome" di Ritsuka sia diverso dal suo. Come risultato di questa scelta, Soubi soffre una profonda perdita di forza, nonché un danno maggiore di fronte agli attacchi fisici dei suoi avversari. Come se ciò non bastasse, le altre coppie sono disgustate dalla scelta di Soubi di continuare a combattere al fianco di Ritsuka e sono in molti a sostenere che sarebbe meglio se anche Soubi fosse morto con Seimei.
Per quanto riguarda il suo personaggio, evidenti sono i segni di un forte masochismo, mentre più sfumati sono i segni di un eventuale "shōtarō complex".
Aoyagi SeimeiFratello maggiore di Ritsuka, Seimei aveva appena diciassette anni quando fu trovato morto, sotto particolari circostanze. L'identificazione del suo corpo, per altro, fu piuttosto difficoltosa e avvenne attraverso il solo calco dentale. Seimei era anche il sacrifice di Soubi nella coppia Beloved. Oltre a ciò, da sempre Seimei è stata un'importante figura nella vita di suo fratello Ritsuka, di cui si prendeva particolarmente cura dopo la comparsa dell'amnesia, proteggendolo dalla loro stessa madre Misaki. Sebbene per buona parte dell'anime e del manga sia sostenuta la morte di Seimei, egli fa la sua ricomparsa negli episodi finali della serie televisiva e nel quinto volumetto del manga.
Hawatari YuikoCompagna di classe di Ritsuka, dotata di un animo allegro, gentile e sempre disponibile. Yuiko è anche una delle prime persone ad avvicinare Ritsuka dopo il suo trasferimento di scuola e a cercare di far integrare il compagno di classe nel suo gruppo di amici. È anche evidente che nei suoi confronti Yuiko prova un forte interesse di tipo sentimentale, non contraccambiato.
Shioiri YayoiA sua volta, Yayoi è uno dei nuovi compagni di classe di Ritsuka. Da sempre innamorato di Yuiko, Yayoi osteggia in principio Ritsuka a causa delle attenzioni che il suo compagno di classe riceve da parte della ragazza. Va comunque detto che con il trascorrere del tempo l'amicizia esistente fra i tre compagni di classe sembra diventare sempre più forte, probabilmente a causa del fatto che Ritsuka non è in grado di ricambiare i sentimenti di Yuiko.
Kaidou KioAmico e compagno di classe di Soubi, presso la scuola d'arte. Sebbene non sia esplicitamente affermata la sua natura omosessuale, è anche vero che i suoi atteggiamenti nei confronti di Soubi lasciano poco spazio a dubbi.
Shinonome HitomiHitomi è una delle insegnanti presso la scuola frequentata da Ritsuka. Dotata di un carattere dolce e gentile, spesso innocente e ingenuo, Hitomi-sensei è particolarmente turbata dalla madre di Ritsuka e dai lividi e dalle ferite che scorge spesso sul volto del suo studente. Hitomi, inoltre, pur avendo già 23 anni non è ancora una vera e propria adulta, e questo è dimostrato dalla presenza delle orecchie e della coda, sebbene con il trascorrere del tempo cominci a nutrire un forte interesse nei confronti di Soubi, interesse ovviamente non corrisposto. Nonostante ciò, Soubi finisce spesso con il proteggere la giovane insegnante, soprattutto quando la stessa è vittima delle angherie della coppia maschile Zero.
Aoyagi MisakiMisaki è la madre di Seimei e Ritsuka e ha un'importante influenza nelle vite dei suoi due figli. Misaki è una donna particolare, evidentemente disturbata a livello psichico, spesso vittima di allucinazioni e sicuramente violenta, soprattutto nei confronti del figlio minore, Ritsuka. Tale aspetto del suo carattere, per altro, sembra essere particolarmente peggiorato dopo la morte di Seimei.
Nana7 (ナナ?, Nana) fa la sua comparsa nel terzo volume del manga e solo nel dodicesimo e ultimo episodio dell'anime. Nana è la responsabile dello strano messaggio in codice che Ritsuka riceve dalla coppia chiamata "Sleepless". Ritsuka incontra Nana in una speciale zona virtuale di un MMORPG chiamato Wisdom Resurrection e qui i due discutono a proposito di Seimei e dell'organizzazione responsabile della sua morte. Spesso descritta come una hikikomori, Nana stessa ammette di non aver amici al di fuori di Nagisa.
Sagan NagisaNagisa è una giovane donna che conduce particolari esperimenti per creare esseri umani in grado di non avvertire dolore. La sua età, la sua estrazione sociale e l'eventuale organizzazione per la quale lavora restano sconosciute. Esattamente come Nana, Nagisa sembra non aver altri amici al di fuori della giovane ragazza. Di per contro, interessante è la sua relazione con Ritsu, maestro di Seimei. Sebbene infatti Nagisa sostenga di provare un forte odio nei confronti del maestro, e di desiderare solo la sconfitta dei suoi discepoli - e quindi sua di riflesso nel sistema di combattimenti di Loveless - i comportamenti di Nagisa stessa tradiscono la possibilità che la ragazza ne sia in realtà innamorata. Per quanto riguarda i suoi esperimenti, vanno ricordate le due coppie di combattenti da lei create. Entrambe sono caratterizzate dal fatto che tanto il combattente quanto il sacrifice hanno lo stesso sesso e quindi le loro relazioni sono chiaramente omosessuali (in chiave yaoi e yuri rispettivamente).
Zero maschileCoppia composta da Natsuo e Youji Sagan, creati in seguito alla coppia Zero femminile, rappresenta il primo esperimento effettivo portato a termine da Nagisa nella creazione di una coppia di combattenti in grado di non avvertire dolore. A tutti gli effetti Natsuo e Youji rappresentano la prima coppia a mettere seriamente in crisi Soubi e Ritsuka durante un duello, saranno tuttavia sconfitti da Soubi stesso in quanto, essendo stati alterati geneticamente, soffrono in particolar modo il freddo. Dopo la loro sconfitta, instaureranno un rapporto di amicizia tanto con Soubi quanto con Ritsuka, al punto da aiutarli quando in difficoltà.
Zero femminileÈ la coppia Zero femminile composta da Kouya Sakagami e Yamato Nakano. Rappresentano il prototipo delle coppie combattente-sacrifice create da Nagisa sensei, ma, in realtà, solo Kouya è ritenuta importante per il sistema di duelli, mentre Yamato può essere perfettamente sostituita da un altro sacrifice, qualora non dovesse essere all'altezza della sua compagna. In realtà, però, il rapporto fra le due ragazze va ben oltre il solo sistema di combattimenti del mondo di Loveless e le due sono a tutti gli effetti una coppia, motivo per il quale, sconfitte da Soubi e Ritsuka, abbandonano definitivamente il mondo dei duelli e tagliano ogni ponte con Nagisa pur di non essere separate.
Minami RitsuRitsu è l'insegnante di Soubi presso la scuola di combattenti e sacrifici e ha un ruolo influente sulla vita del ventenne artista. Sebbene tale elemento non sia del tutto sicuro, è altamente probabile che Ritsu non faccia parte dell'organizzazione responsabile del tentativo di omicidio di Seimei e nota come Settima Luna. Egli stesso, infatti, sostiene di fronte a Soubi la sua estraneità nei confronti di tale organizzazione.
Akame NiseiNisei compare solo nel manga, a partire dal quinto volume. Sebbene il suo personaggio rimanga un mistero, Nisei è l'attuale e nuovo combattente di Seimei. Come è facile intuire, la sua relazione con Soubi è fortemente conflittuale e i due ragazzi si odiano a vicenda, al punto che lo stesso Soubi nel sesto volume del manga sostiene di voler uccidere Nisei a ogni costo.

## Coppie
| Vero nome               | Combattente    | Sacrifice      |
| ----------------------- | -------------- | -------------- |
| Beloved                 | Akame Nisei    | Aoyagi Seimei  |
| Bloodless               | Yuri           | Hideo          |
| Loveless                | Agatsuma Soubi | Aoyagi Ritsuka |
| Breathless              | Myoushin Ai    | Midori Arai    |
| Sleepless               | Kinka          | Ginka          |
| Zero (coppia maschile)  | Sagan Natsuo   | Sagan Youji    |
| Zero (coppia femminile) | Sakagami Kouya | Nakano Yamato  |
| Fearless                | Mei            | Mimuro         |

## Manga
Il manga di Loveless è composto, fino ad adesso, da tredici volumi e viene tuttora regolarmente pubblicato.
| Nº | Data di prima pubblicazione | Data di prima pubblicazione | Data di prima pubblicazione | Data di prima pubblicazione |
| Nº | Giapponese                  | Giapponese                  | Italiano                    | Italiano                    |
| -- | --------------------------- | --------------------------- | --------------------------- | --------------------------- |
| 1  | 1º luglio 2002              | ISBN 978-4-7580-5002-9      | 14 maggio 2011              | ISBN 978-88-6123-983-8      |
| 2  | 26 dicembre 2002            | ISBN 978-4-7580-5011-1      | 18 giugno 2011              | ISBN 978-88-6634-027-0      |
| 3  | 25 giugno 2003              | ISBN 978-4-7580-5034-0      | 16 luglio 2011              | ISBN 978-88-6634-028-7      |
| 4  | 25 giugno 2004              | ISBN 978-4-7580-5077-7      | 10 settembre 2011           | ISBN 978-88-6634-105-5      |
| 5  | 25 febbraio 2005            | ISBN 978-4-7580-5120-0      | 5 novembre 2011             | ISBN 978-88-6634-146-8      |
| 6  | 24 dicembre 2005            | ISBN 978-4-7580-5198-9      | 24 dicembre 2011            | ISBN 978-88-6634-185-7      |
| 7  | 25 novembre 2006            | ISBN 978-4-7580-5254-2      | 18 febbraio 2012            | ISBN 978-88-6634-219-9      |
| 8  | 25 febbraio 2008            | ISBN 978-4-7580-5329-7      | 21 aprile 2012              | ISBN 978-88-6634-240-3      |
| 9  | 25 novembre 2009            | ISBN 978-4-7580-5457-7      | 14 luglio 2012              | ISBN 978-88-6634-302-8      |
| 10 | 25 maggio 2011              | ISBN 978-4-7580-5599-4      | 25 agosto 2012              | ISBN 978-88-6634-319-6      |
| 11 | 25 luglio 2012              | ISBN 978-4-7580-5727-1      | 16 novembre 2013            | ISBN 978-88-6634-683-8      |
| 12 | 25 dicembre 2013            | ISBN 978-4-7580-5870-4      | 23 novembre 2016            | ISBN 978-88-6883-830-0      |
| 13 | 25 luglio 2017              | ISBN 978-4-7580-3204-9      | —                           | —                           |

## Episodi
| Nº | Giapponese 「Kanji」 - Rōmaji | In onda        | In onda |
| Nº | Giapponese 「Kanji」 - Rōmaji | Giapponese     |         |
| 1  | 「BREATHLESS」                | 6 aprile 2005  |         |
| 2  | 「MEMORYLESS」                | 13 aprile 2005 |         |
| 3  | 「BONDLESS」                  | 20 aprile 2005 |         |
| 4  | 「FRIENDLESS」                | 27 aprile 2005 |         |
| 5  | 「SLEEPLESS」                 | 4 maggio 2005  |         |
| 6  | 「PAINLESS」                  | 11 maggio 2005 |         |
| 7  | 「TEARLESS」                  | 18 maggio 2005 |         |
| 8  | 「TRUSTLESS」                 | 25 maggio 2005 |         |
| 9  | 「SKINLESS」                  | 1º giugno 2005 |         |
| 10 | 「NAMELESS」                  | 8 giugno 2005  |         |
| 11 | 「WARLESS」                   | 22 giugno 2005 |         |
| 12 | 「ENDLESS」                   | 29 giugno 2005 |         |

## Doppiaggio
| Personaggio      | Doppiatore        |
| ---------------- | ----------------- |
| Ritsuka Aoyagi   | Junko Minagawa    |
| Soubi Agatsuma   | Katsuyuki Konishi |
| Yuiko Hawatari   | Kana Ueda         |
| Seimei Aoyagi    | Ken Narita        |
| Kio Kaidou       | Ken Takeuchi      |
| Hitomi Shinonome | Mamiko Noto       |
| Yayoi Shioiri    | Jun Fukuyama      |
| Ai Myoushin      | Ami Koshimizu     |
| Midori Arai      | Motoko Takagi     |
| Misaki Aoyagi    | Wakana Yamazaki   |
| Ritsu Minami     | Takehito Koyasu   |
| Youji Sagan      | Hiroyuki Yoshino  |
| Natsuo Sagan     | Mitsuki Saiga     |
| Kouya Sakagami   | Rie Kugimiya      |
| Yamato Nakano    | Yumi Kakazu       |
| Nagisa Sagan     | Sanae Kobayashi   |
| Kinka            | Hiroki Takahashi  |
| Ginka            | Yui Horie         |
| Goddess (7/Nana) | Aya Hisakawa      |
| Katsuko          | Emi Shinohara     |

## Colonna sonora

### Sigle
1. Tsuki no Curse (sigla d'apertura)
2. Michiyuki (sigla di chiusura)

### Colonna sonora
1. Memories ~Ritsuka~
2. Fidelity ~Soubi~
3. Hatful of Sorrow
4. Counseling Room
5. Anxiousness I
6. Blind Hatred
7. Noughts
8. Tragedies ~Seimei~
9. Mysterious Way
10. Comedies ~Yuiko~
11. Comical -rhythm
12. Strain
13. Anxiousness II
14. Spells
15. Ordinary Days
16. Tsuki no Curse (versione TV)
17. Michiyuki (versione TV)